# Alistair Smythe
Alistair Alphonso Smythe es un supervillano ficticio que aparece en los cómics estadounidenses publicados por Marvel Comics. El personaje generalmente se representa como un enemigo del superhéroe Spider-Man y el hijo de Spencer Smythe. Después de que su padre dedicó su vida a eliminar a Spider-Man y murió como resultado, Alistair heredó su legado de Mata arañas y desarrolló un odio por el lanzaredes. Recurrió a una vida delictiva para vengarse de Spider-Man y creó una nueva generación de Mata Arañas para matarlo, pero esto solo resultó en que Alistair quedara paralizado de la cintura para abajo. Posteriormente, envolvió su cuerpo en un caparazón bioorgánico que le permitió volver a caminar, además de otorgarle superpoderes, y adoptó el alias de Ultimate Spider-Slayer.
El personaje ha sido adaptado de los cómics a varias formas de medios, incluidas series animadas y videojuegos. El actor B.J. Novak interpretó a Alistair Smythe en la película de 2014 The Amazing Spider-Man 2: Rise of Electro. IGN lo clasificó como el noveno mayor enemigo de Spider-Man.

## Historial de publicaciones
Alistair Smythe apareció por primera vez en The Amazing Spider-Man Annual 19 (noviembre de 1985), creado por Louise Simonson y Mary Wilshire. Él murió en El Superior Spider-Man #13 (septiembre de 2013).

## Biografía ficticia del personaje
Los Mata arañas fueron una serie de robots que intentaron destruir a Spider-Man. La primera generación de spider slayers fueron creadas por el padre de Alistair, Spencer Smythe por encargo de J. Jonah Jameson. Después de que Spencer fallara en el intento de matar a Spider-Man y terminó muriendo como resultado de la exposición prolongada a las muestras radiactivas pertenecientes a Alistair, este último heredó el legado de su padre y ganó un nuevo odio hacia Spider-Man por la muerte de su padre. En su primer intento, trato de asesinar a Spider-Man, aunque, sin embargo, fracasó cuando, en un malentendido bastante humorístico, confundió a Mary Jane Watson con Spider-Man (jugando junto a él para darle tiempo a Peter a idear un plan, Mary Jane afirmó que usó un traje con superpoderes diseñado por aliens) hasta que fue derrotado por el verdadero escalaparedes. Inicialmente trabajó para Kingpin, pero dejó su puesto debido a un desacuerdo con él sobre cómo tratar de asesinar a Spider-Man.
Después de ser enlistado en un manicomio, Alistair logró escapar sin la ayuda de nadie y tomó a otros presos con él con el fin de construir una nueva serie de spider-slayers que atravesaran a la ciudad, y asesinaran a Spider-Man. Con un plan de venganza, obligó a los reclusos para que lo ayudaran en la construcción de las máquinas. Después de enviar una serie de mata-arañas para asesinar a Spider-Man, este se las ingenió para destruirlos (varios de ellos fueron destruidos por El Escopión y la Gata Negra), Alistair había atraído a Spider-Man a su residencia para librar una batalla final.[cita requerida]Para derrotar a Spider-Man por su cuenta, Alistair se mejoró encerrando todo su cuerpo en un caparazón bioorgánico que no solo sirvió como una armadura de cuerpo completo, sino que aumentó su fuerza y le dio la capacidad de caminar nuevamente al interconectarse con su columna vertebral. . La estructura física del caparazón le dio a Alistair garras parecidas a pájaros por pies; un arma larga y curva con forma de hoja que sobresale de cada hombro; un par de armas de hoja dentada más pequeñas en cada antebrazo; y un lanzador de telarañas especialmente diseñado que dispara desde el área del antebrazo. Eventualmente, Spider-Man derrotó a Alistair y se aseguró de que lo detuvieran, así como a los otros reclusos del asilo que sobrevivieron a la terrible experiencia.
Durante el breve período de Araña Escarlata como único lanzador de telarañas en la ciudad, Smythe (todavía con caparazón como Ultimate Spider-Slayer) comenzó una guerra utilizando un nuevo grupo de asesinos que tenía la intención de vender en el mercado negro. Estos Cyber-Slayers, que podrían controlarse de forma remota al convertir los pensamientos de uno en las acciones de los cazadores, estaban inicialmente dirigidos a Lady Octopus y su tripulación. La Araña Escarlata terminó en medio de las cosas y se alió temporalmente con los Cyber-Slayers, un hecho que no fue bien recibido por Smythe.
Con el fin de derrotar a Spider-Man por su propia cuenta, Alistair mejoró el suero creado por su padre para encerrar todo su cuerpo en un caparazón biorgánica, que no solo sirvió como armadura de cuerpo completo, sino que también aumentó su fuerza y le dio la capacidad de caminar de nuevo mediante la interconexión con su columna vertebral.[cita requerida]
Smythe, que ya no estaba en su caparazón pero con su capacidad para caminar restaurada por su uso anterior, encontró el camino fuera de la prisión y buscó vengarse tanto de Spider-Man como de J. Jonah Jameson por la muerte de su padre. Obligó a Jameson a alterar las historias del Daily Bugle o, de lo contrario, mataría a su esposa y a su hijo John Jameson. Una vez que Spider-Man captó el rastro de Smythe, lo siguió hasta el Bugle, donde Smythe lo atacó con versiones recreadas de todos los asesinos de arañas enviados después de Spider-Man en el pasado, además de un par de creaciones nuevas: un modelo en miniatura diseñado para aferrarse a la cara de Spider-Man y penetrar en su mente mediante el uso de radiación y un modelo más grande de seis brazos posiblemente más fuerte que cualquier otro creado. Mientras estaba unido a la cabeza de Spider-Man, el asesino de arañas en miniatura se conectó psiónicamente a la mente de Spidey, copió los pensamientos de sus seres queridos y transmitió esa información a todos los demás mini-asesinos. Smythe le dio a Spider-Man la opción de detenerlos o evitar que el asesino de seis brazos destruyera a Jameson. Spider-Man finalmente acabó con todos los cazadores de arañas al mismo tiempo, pero fue Jameson quien golpeó a Smythe al borde de la muerte con un bate de béisbol por amenazar a su familia. Smythe hizo otro regreso en el que usó una araña venenosa que hizo y atacó a John Jameson y provocó que terminara en el hospital.
Durante la historia de "Big Time", Alistair Smythe regresa con una nueva armadura metálica y está persiguiendo a todos los amigos y familiares de J. Jonah Jameson. Decide buscar ayuda de Mac Gargan, quien actualmente está encerrado en la cárcel. Haciéndose pasar por un científico, Smythe se infiltra en la Balsa y se lleva a Gargan. Luego realiza una operación cibernética en él, convirtiéndolo en un cyborg Scorpion, y lo convence de unirse a su cruzada contra Jameson. En este punto, Smythe ha reunido un pequeño ejército de secuaces cyborg, todos los cuales quieren vengarse de Jameson. Smythe, Scorpion y un nuevo villano llamado Fly-Girl lideran su ejército para atacar el sitio de la última misión espacial de John Jameson, saboteando el lanzamiento y reteniendo a John para pedir un rescate. El nuevo plan de Smythe era matar a todos aquellos cercanos a Jameson, pero no matar al propio Jameson para que Jameson pudiera sentir el mismo sufrimiento que sintió al perder a su padre. Las acciones de Smythe hacen que maten a la esposa de Jameson, la Dra. Marla Jameson, además de negar aparentemente de forma permanente el sentido arácnido de Spider-Man cuando un dispositivo que Spider-Man diseñó para sobrecargar un vínculo entre los Slayers actuales de Smythe también dañó su sentido arácnido. J. Jonah Jameson planea imponer la pena de muerte a Alistair Smythe por lo que le sucedió a Marla.
Durante la historia de "Spider-Island" J. Jonah Jameson trae a Alistair Smythe desde la Isla Ryker para pedirle su ayuda para solucionar la plaga de la "Gripe Arácnida" que transforma a los ciudadanos comunes en Homo Arachnis. Alistair Smythe se rio ante la ironía de cómo Jameson ha obtenido poderes de araña. En ese momento, Jameson se transforma y hiere seriamente a Smythe mordiendo un pedazo de su cuello.
A pesar de sus heridas, Smythe se ve sano y salvo como prisionero en la Balsa. Alistair Smythe es un testigo de la fuga del Doctor Octopus (que ha intercambiado su mente con Spider-Man) y se negó a unirse a él.
El alcalde J. Jonah Jameson luego llama al Superior Spider-Man (Otto Octavius en el cuerpo de Spider-Man como un héroe) para ayudar a supervisar la ejecución de Alistair Smythe y asegurarse de que no escape. Smythe intenta burlarse de Superior Spider-Man mencionando la muerte de Marla Jameson, pero él lo ignora. El alcalde Jameson y Superior Spider-Man, junto con la asistente de Jameson, Glory Grant, y la reportera del Daily Bugle Norah Jones observa el procedimiento de ejecución de Smythe mientras afirma ser una "mejor persona". Superior Spider-Man intenta responder que nadie creería eso, solo para detenerse una vez que recuerda que acaba de hacer ese truco. Justo cuando comienza la ejecución de Smythe, un enjambre de mini Mata-Arañas ataca el lugar, lo que le permite a Smythe moverse libremente. Sin embargo, son contrarrestados por los Spider-Bots de Otto. Smythe intenta escapar, pero descubre que Otto se ha preparado para todos los métodos de escape que pueda intentar, lo que lleva a Smythe a cambiar su plan para matar a Spider-Man, para lo cual también estaba preparado. Los mini Spider-Slayers ingresan a la enfermería donde rodean a Boomerang, Buitre y Escorpión. Los mini Mata-Arañas los curan y los mejoran donde reciben una solicitud de Smythe para matar a Superior Spider-Man.
Superior Spider-Man se ve luchando contra Smythe y se burla de él por ser débil en comparación con su padre, Spencer Smythe. Cuando Superior Spider-Man dice que ha llamado a los Vengadores para que lo respalden, Smythe afirma que tiene su propio respaldo cuando aparecen Boomerang, Escorpión y Buitre. Superior Spider-Man admite que los Mini-Slayers fueron inteligentes, pero sin darse cuenta revela que sus contramedidas están siendo impulsadas por los generadores de energía de la Balsa que lo distraen con la revelación. Smythe toma la delantera hasta que el alcalde Jameson lo derriba por poco, disfrazado de guardia de la balsa. Superior Spider-Man persigue a Smythe a través de su sistema de comunicaciones solo para descubrir que hizo el mismo truco e informó a sus aliados (todos en dirección a un asalto frontal completo contra Superior Spider-Man) que intenta convencerlos de que Smythe los está usando y tomará volver a sus mejoras una vez que ha salido. Todos están de acuerdo en que, aunque eso pueda suceder, sacarán lo mejor de la situación contra él. Smythe logra llegar a los generadores de la Balsa, destruyéndolos para apagar la energía en toda la isla, lo que permite al Lagarto escapar. Una vez que Smythe intenta escapar, Superior Spider-Man le recuerda los generadores de emergencia. Smythe advierte a Superior Spider-Man que, al igual que lo hace con sus Spider-Bots, puede ver a través de sus Mini-Slayers alcanzando al alcalde Jameson y a los civiles atrapados enviando sus ubicaciones al grupo. Escorpión lo rechaza al principio, pero se convence fácilmente una vez que Smythe le dice que uno de sus objetivos es el propio alcalde Jameson. Después de que Boomerang es derrotado, Smythe advierte a Superior Spider-Man que todavía está atrapado en un aprieto ya que Scorpion se dirige a su venganza personal contra Jameson y Buitre está listo para matar al grupo de civiles, por lo que debe tomar una decisión solo para sorprenderse cuando Superior Spider-Man responde que no seguirá a ninguno de ellos. En cambio, Superior Spider-Man decidió completar su misión de matarlo.
Superior Spider-Man logra matar a Smythe, pero solo su cuerpo físico, ya que sus componentes robóticos mantienen su mente intacta. Smythe luego intenta transferir su mente al cuerpo de Superior Spider-Man, pero como Otto su cadáver, con su mente intacta, ataca a los sobrevivientes, desarmando a los guardias. Superior Spider-Man aborda a Smythe y caen a la orilla de abajo, Smythe intenta transferir su mente a Superior Spider-Man, sin embargo, Superior Spider-Man ya había hecho esto y equipó la máscara con un blindaje. Antes de que Alistair muera, Superior Spider-Man se burla de él al revelar que es Otto y que Otto ya venció al verdadero Spider-Man en la transferencia mental. Su cuerpo es presumiblemente llevado.
Durante la historia de Dead No More: The Clone Conspiracy, la conciencia del Doctor Octopus en un Octobot se infiltra en New U Technologies y descubre que el Chacal ha obtenido el cuerpo de Alistair. Chacal logró hacer un clon de Alistair junto a su padre.

## Poderes y habilidades
Alistair Smythe es un genio científico especializado en robótica, cibernética y genética. Sus inventos más notables son el Spider-Slayers, robots construidos con el propósito expreso de capturar o matar a Spiderman. A pesar de la creación y la idea de estos procedían originalmente de su padre, Alistair hizo avances y mejoras en los originales y las generaciones actuales son extremadamente sofisticadas y formidables. Generalmente, los Slayers operan en grupos y Alistair es tácticamente hábil en su despliegue con ellos.
La estructura física del caparazón le dio a Alistair garras de pájaro en sus pies; una larga y curvada navaja que servía cómo arma que sobresalía de cada hombro; un par de pequeñas armas de cuchillas irregulares en cada antebrazo; y una lanza redes especiales que se activan desde la zona del antebrazo. Finalmente, Spider-Man derrotó a Alistair y se aseguró que había tomado custodia, así como a los otros reclusos de asilo que sobrevivieron a la terrible experiencia.

## Otras versiones

### House of M
En la realidad de House of M, un furioso J. Jonah Jameson contrató a Alistair Smythe, socio de Norman Osborn, para construir una araña Cazadora y así vengarse de los Parker.

### Ultimate Spider-Man
Alistair es de los pocos villanos famosos de Marvel Comics que aún no tiene una versión ultimate de forma directa, por ahora se le ha visto en un pequeño cameo en una celda.[cita requerida]

## Otros medios

### Televisión
- Apareció en la serie de los años 1990 de Spider-Man, con la voz de Maxwell Caulfield. Esta versión quedó lisiada después de un accidente de laboratorio mientras ayudaba a su padre, Spencer Smythe, con su trabajo. Spencer se culpa a sí mismo por lo que le sucedió a su hijo y acepta capturar a Spider-Man para Norman Osborn a cambio de que Osborn construya una silla flotante para Alistair. Después de presenciar el intento fallido de su padre de eliminar a Spider-Man y su aparente muerte, Alistair comienza a trabajar para Kingpin y construye varios Spider-Slayers para él mientras busca venganza contra Spider-Man, a quien culpa por la muerte de Spencer. Sin embargo, después de fallarle al señor del crimen varias veces, además de ser parcialmente responsable del arresto de Richard Fisk, Alistair comienza a temer por su vida y planea vender a Kingpin, pero es atrapado en el acto. Luego, su reemplazo, Herbert Landon, lo convierte contra su voluntad en el cyborg Ultimate Spider-Slayer mediante manipulación genética. Después de su transformación, Alistair se volvió lo suficientemente fuerte como para dominar y superar a Spider-Man. Sin embargo, finalmente se libera de la programación de Kingpin con la ayuda de Spider-Man y descubre el cuerpo preservado de su padre. Alistair luego trabaja para varias personas ingeniosas, como Silvermane y Miles Warren, a cambio de la reactivación de su padre. En el episodio de tres partes "Secret Wars", Alistair se encuentra entre varios supervillanos transportados a un planeta alienígena por Beyonder para luchar contra un equipo de héroes liderado por Spider-Man, y finalmente es derrotado y regresa a la Tierra sin recordar el evento.
  - Una versión de realidad alternativa de Alistair Smythe apareció en el final de la serie de dos partes "Spider Wars", trabajando para Kingpin y Spider-Carnage para construir un dispositivo de control mental para apoderarse del mundo, aunque el "principal" Spider-Man frustra a ellos.
- Una versión adolescente de Alistair Smythe aparece en la serie animada de 2017, Spider-Man, con la voz de Jason Spisak.[23] Esta versión alberga animosidad hacia Max Modell y tiene una relación tensa con su padre, cuyo genio científico no respeta, ya que ve a Norman Osborn como un hombre más consumado y desea ser más como él. Después de una aparición menor en el episodio de dos partes "Horizon High", Alistair aparece en "Osborn Academy" como posible estudiante de la escuela del mismo nombre. En "Fiesta de Animales", Alistair controla un Spider-Slayer construido por Oscorp usando los esquemas robados de Spencer y lucha contra Spider-Man. Aunque el lanzador de telarañas destruye el robot, Osborn le informa a Alistair que pasó la audición. En "Relación simbiótica", Alistair usa tecnología Buitre mejorada para buscar el simbionte V-252 en Horizon High, lo que resulta en enfrentamientos con Spider-Man, que se había unido al V-252. Después de que Osborn deduce esto, tanto Alistair como Adrian Toomes usan ataques sónicos de tecnología Buitre contra Spider-Man, quien se ve obligado a quitar el V-252 y robarle el contenedor a Osborn. En "Ultimate Spider-Man", Alistair opera personalmente un robot Ultimate Spider-Slayer para capturar al Ultimate Spider-Man para Osborn. En el camino, también lucha contra Spencer en un mecanismo similar al que también perseguía al mismo objetivo. Los dos Spider-Men finalmente pueden destruir ambos mechs, y Spencer es arrestado mientras Alistair escapa para informar a Osborn. En "El ascenso de Doc Ock" Pts. 3 y 4, Alistair se pone su propia armadura Spider-Slayer como miembro de Osborn Commandos antes de que el Doctor Octopus cautive al grupo a través de la tecnología de control mental. En el episodio "El Hobgoblin" Pt. 1, Doc Ock le lava el cerebro a Spider-Man y cambia la marca del grupo como Seis Siniestros, pero finalmente todos son liberados por Harry Osborn como Hobgoblin. En el episodio "Goblin War" Pt. 1, Alistair se inscribe en Horizon High y se une a la Nación Duende como un Duende "novato" antes de ser derrotado por Spider-Man, Doc Ock, Ghost-Spider y Spider-Girl.

### Cine
Alistair Smythe aparece en la película de acción real The Amazing Spider-Man 2: Rise of Electro de 2014, interpretado por B. J. Novak. Esta versión es un supervisor de Oscorp que le ordena a Max Dillon que verifique una falla eléctrica, lo que lleva a la transformación de este último en Electro. Además, una campaña de marketing viral para la película presentó un artículo del Daily Bugle que menciona que Alistair reemplazó a su padre como jefe de la división de ingeniería de Oscorp.

### Videojuegos
- Alistair Smythe aparece como jefe en The Amazing Spider-Man: Lethal Foes.
- Alistair Smythe aparece como un jefe en las versiones SNES y Sega Genesis del juego de enlace de la serie animada Spider-Man de 1995.
- Alistair Smythe aparece en el juego relacionado con la película The Amazing Spider-Man, con la voz de Nolan North. Esta versión es un científico de alto rango en Oscorp que presionó a la compañía para que invirtiera más en su división de robótica e intentó deshacerse de los experimentos de especies cruzadas de la compañía, que se crearon utilizando la investigación de Curt Connors, ahora encarcelado. Cuando Peter Parker y Gwen Stacy se cuelan en las áreas restringidas de Oscorp para investigar los rumores sobre las especies cruzadas, Smythe los atrapa, pero accede a dejarles ver los experimentos de todos modos, solo para que las especies cruzadas reaccionen al ADN de la araña de Parker y se liberen. Como resultado, liberan un virus mortal que infecta a numerosas personas, incluido Smythe. Mientras está en cuarentena, Smythe envía numerosos robots para cazar a las especies cruzadas y desarrolla una cura usando nanobots, sin saber que matará lentamente al host. Después de que Connors desarrolla una cura, que Spider-Man le lleva a Oscorp, Smythe la roba con la intención de atribuirse el mérito exclusivo de Oscorp. Sin embargo, queda paralizado de la cintura para abajo después de tomarlo y se vuelve loco, enviando a sus robots a eliminar a Spider-Man. Al ser despedido de Oscorp por sus acciones, Smythe deduce la identidad secreta de Spider-Man y secuestra a Connors para atraerlo a las instalaciones de robótica de Oscorp. Mientras Spider-Man rescata a Connors, Smythe captura al primero y le inyecta su cura nanobot para despojarlo de sus poderes antes de revelar su creación más grande, el S-03, que usa para esparcir el suero por toda la ciudad, causando estragos en la ciudad. proceso. Spider-Man puede recuperar sus poderes y unir fuerzas con Connors como el Lagarto para derrotar a Smythe. quien recupera la cordura y se da cuenta del error de sus caminos antes de ser dejado a la policía. Después de esto, Smythe se niega a tomar el antídoto para el virus de especies cruzadas, por temor a que no destruya el virus por completo y escapa de la prisión. A medida que se acerca a las etapas finales de la infección y recupera el uso de sus piernas, Smythe regresa a su laboratorio y ordena a uno de sus robots que lo mate, ya que no está dispuesto a transformarse en una especie cruzada.
- Alistair Smythe aparece en Marvel Heroes.
- Alistair Smythe, como Ultimate Spider-Slayer, aparece como un personaje jugable en Spider-Man Unlimited.